# Labisia sessilifolia
Labisia sessilifolia är en viveväxtart som beskrevs av H. Hallier. Labisia sessilifolia ingår i släktet Labisia och familjen viveväxter. Inga underarter finns listade i Catalogue of Life.